# Calophasidia radiata
Calophasidia radiata là một loài bướm đêm thuộc họ Noctuidae. Nó là loài đặc hữu của Tây Úc.